# Minichicletes
Minichicletes foi uma marca de goma de mascar da empresa norte-americana Cadbury Adams. Comercializado em pequenos sachês plásticos, continha dezenas de pequenos chicletes coloridos.
No Brasil, o produto foi comercializado desde a década de 1980 até 1998, sendo considerado um dos ícones dos noa 1980, desde o produto até a sua embalagens, que trazia o desenho de um rosto com uma enorme boca. O espaço da boca apresentava plástico translúcido que mostrava o interior do pacote com os mini chicletes, dando a impressão que o personagem da embalagens estava com a boca cheia. Nos anos de 1980, foi o produto de maior vendagem da marca no Brasil.